# Perry (villa)
Perry es una villa ubicada en el condado de Wyoming, en el estado estadounidense de Nueva York. Según el censo del año 2010, en ese momento tenía una población de 3673 habitantes. Tiene una población estimada, en 2019, de 3418 habitantes.

## Geografía
Perry se encuentra ubicada en las coordenadas 42°43′1″N 78°0′16″O / 42.71694, -78.00444.

## Demografía
Según la Oficina del Censo en 2000 los ingresos medios por hogar en la localidad eran de $35 596, y los ingresos medios por familia eran $41 090. Los hombres tenían unos ingresos medios de $31 845 frente a los $21 486 para las mujeres. La renta per cápita para la localidad era de $16 794. Alrededor del 8.7 % de la población estaban por debajo del umbral de pobreza.